# Centro expandido de São Paulo
O Centro Expandido do município de São Paulo é uma área do município localizada ao redor do centro histórico, e delimitada pelo chamado mini-anel viário, composto pelas marginais Tietê e Pinheiros, mais as avenidas dos Bandeirantes, Afonso d'Escragnolle Taunay, Presidente Tancredo Neves, Juntas Provisórias, Luís Inácio de Anhaia Melo, Salim Farah Maluf e o Complexo Viário Maria Maluf.
Corresponde às áreas das Prefeituras Regionais da Lapa e Pinheiros na zona oeste, Sé no centro, Vila Mariana e Ipiranga (parcial) na zona sul e Mooca e Vila Prudente (parcial), na zona leste.  
Esta região do município concentra a maior parte dos serviços (saúde, educação, transportes e segurança pública), congestionamentos viários, verticalização
, empregos e equipamentos culturais e de lazer do município, assim como a maior parte dos bairros nobres. Dentro desta área, vigora desde 1997 uma restrição municipal à circulação de automóveis em função do número final das placas. Conhecida popularmente como "rodízio", esta restrição recebe formalmente o nome de Operação Horário de Pico. Assim como toda a Região 9 - Central da SPTrans pega todo o Centro expandido de São Paulo.
Desde 2007, as placas de ruas desta região são identificadas por uma tarja horizontal na cor cinza.